# Ndog Sul
Ndog Sul est l'un des 22 clans de la grande famille Likol chez les Bassa au Cameroun. Leurs villages sont localisés dans le département du Nyong et Kellé et particulièrement la commune de Makak.

## Personnalités célèbres
- Pierre Henri Boum Nack
- Augustin Frédéric Kodock